# Stubbsopp
Stubbsopp (Buchwaldoboletus lignicola) är en svampart som först beskrevs av Franz Kallenbach, och fick sitt nu gällande namn av Albert Pilát 1969. Stubbsopp ingår i släktet Buchwaldoboletus och familjen Boletaceae.  Arten är reproducerande i Sverige. Inga underarter finns listade i Catalogue of Life.

## Bildgalleri

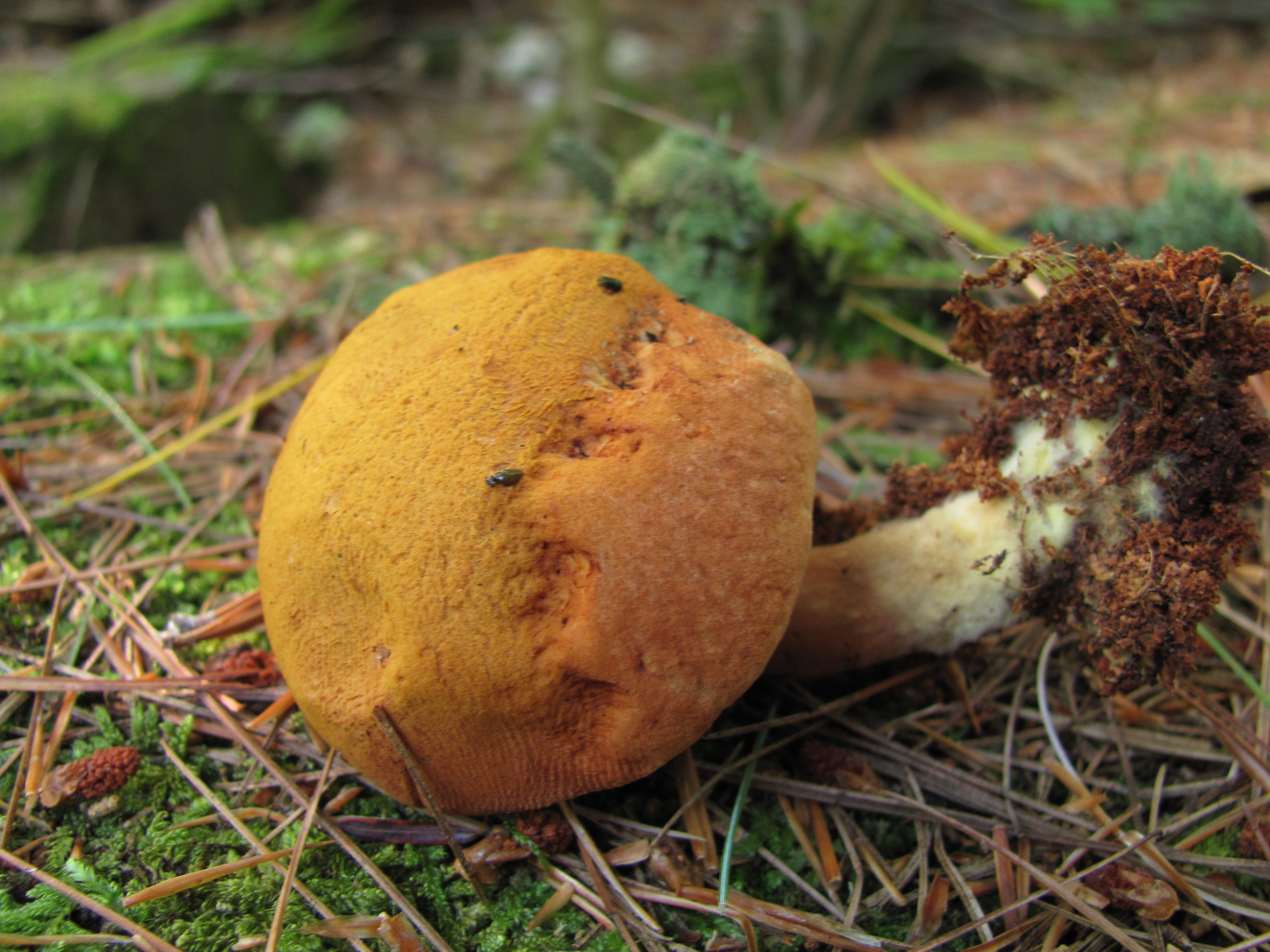